# Майдани-Великі
Майдани-Великі (пол. Majdany Wielkie, нім. Groß Altenhagen) — село в Польщі, у гміні Міломлин Острудського повіту Вармінсько-Мазурського воєводства.
Населення — 122 особи (2011).
У 1975-1998 роках село належало до Ольштинського воєводства.

## Демографія
Демографічна структура станом на 31 березня 2011 року:
|          | Загалом | Допрацездатний вік | Працездатний вік | Постпрацездатний вік |
| -------- | ------- | ------------------ | ---------------- | -------------------- |
| Чоловіки | 68      | 15                 | 45               | 8                    |
| Жінки    | 54      | 5                  | 34               | 15                   |
| Разом    | 122     | 20                 | 79               | 23                   |